# 渡邊氏
渡邊氏是日本的姓氏、氏族、苗字，也是日本第5大姓。
起源於攝津国渡邊的嵯峨源氏。
1. 同音異姓（日語）的有渡邉、渡部（わたのべ／わたぶ）、亘鍋、綿鍋、綿奈部、綿邊、渡那部、渡邁、渡鍋（わたしなべ）、綿部。
2. 異音同姓（わたのべ）的有渡野邊、渡延、渡野邊。
3. 異音同姓（わたり）的有渡利、渡里、亘理、渡、亘、涉、弥、和多利、濟、日理、日理、和田利。
4. 異音同姓（わたりだ）的有渡田。

## 嵯峨源氏源融流
嵯峨源氏的渡邊氏的遠祖是嵯峨天皇的皇子‧左大臣源融。源融的孫兒源仕成為武藏守並下向至武藏國足立郡箕田（現今埼玉縣鴻巢市）。於是源仕成為當地的土着，以地名箕田為名字並成為武士。箕田仕的兒子是箕田宛（箕田源次宛）。

## 攝津国渡邊氏與攝津源氏
源宛（箕田宛）的兒子源綱在攝津國多田（現今兵庫縣川西市）成為形成清和源氏武士團的源滿仲的女婿仁明源氏源敦的養子，此後居住在母方的地方‧攝津國渡邊（現今大阪府大阪市中央區）並改名為渡邊綱（渡邊源次綱。「源次」在渡邊綱的父親以來就是嫡子的通稱）而成為渡邊氏的家祖。渡邊綱成為義父源敦的妻子的哥哥‧攝津源氏源賴光的郎黨並被稱為賴光四天王的頭領。
作為源賴光的後裔‧以攝津國渡邊津為據點的源賴政的郎黨，渡邊氏在保元之亂中派出源省、源授、源連、源興、源競等人参戰，在源賴政反平家崛起的宇治合戰中與平家的大軍戰鬥而被討死。

### 大江御厨惣官和瀧口武者
渡邊綱的後裔在攝津國以被稱為渡邊津（大阪市中央區）的舊淀川河口邊的港灣地域為本據地並形成被稱為「渡邊黨」的武士集團，參與瀨戶內海的水運活動，成為瀨戶內海水軍的重要存在並管轄皇室領的大江御廚，在京都的內裏（御所）中擔任天皇的警護（近衛部隊前身）並以瀧口武者的身份世襲，其餘亦獲得衛門府、兵衛府等中央官職。

### 攝津国住吉和渡邊党
他們在攝津國住吉的海濱（住之江濱、大阪灣）從事天皇的清淨儀式（八十嶋祭），亦經過海上交通散落至日本全國，在各地留下了渡邊氏的支族。子孫有肥前國的松浦氏和其庶氏松浦黨、松浦氏族的山代氏、筑後國的蒲池氏、毛利氏重臣渡邊勝、豐臣氏家臣渡邊糺等，還有大阪坐摩神社的宮司家是渡邊契的子孫，在大阪曾根崎有名的露天神社的社家是渡邊薰的子孫。德川氏譜代的渡邊守綱為首渡邊氏亦自稱是此流的子孫。

### 德川譜代的三河渡邊氏
後來德川譜代渡邊氏自稱是渡邊綱的後裔，是渡邊綱的孫兒源正（源次正、小源次正、源公賴）流。根據系譜是仕於足利將軍家的直臣，後來移住到三河國。三河的渡邊黨代代仕於松平氏並立下功績，但是因為是淨土真宗的門徒而在三河一向一揆中向松平家康（德川家康）翻起反旗，多數族人戰死。
在三河一向一揆生還的族人渡邊守綱在一揆被鎮壓後被允許仕於家康，在天正18年（1590年）關東入國之際被賜予武藏國比企郡3千石。慶長18年（1613年），守綱被配屬在尾張德川家而領有三河國加茂郡寺部（現今愛知縣豐田市）1萬4千石。守綱的嫡男重綱成為尾張藩家老，子孫領有1萬石並以尾張藩重臣的身份存續下去。在明治維新後被列為華族並授男爵。
重綱把父親從幕府直接拜領的武藏領3千石讓給三男忠綱，在忠綱死去後讓予弟弟吉綱並成為直参旗本。吉綱被任命為大坂定番，被加增和泉國和河内國1萬石而成為大名。子孫在後來把居所經和泉大庭寺移到伯太（現今大阪府和泉市）而成為伯太藩1萬3千石藩主。此家在明治時期被授子爵。

### 寒河江氏譜代的出羽渡邊氏
在大江廣元的長男大江親廣在承久3年（1221年）承久之亂中戰敗後，跟隨親廣在出羽国寒河江莊定住。雖然以寒河江氏譜代的身份活動，但是寒河江氏在天正12年（1584年）敗給最上氏後就變為農民。
|  |  | 渡邊綱 | 渡邊綱 | 渡邊綱 | 渡邊綱 | 渡邊綱 | 渡邊綱 |  |  | 久 | 久 | 久 | 久 | 久 | 久 |  |  | 正 | 正 | 正 | 正 | 正 | 正 |  |  | 滿 | 滿 | 滿 | 滿 | 滿 | 滿 |  |  | 督 | 督 | 督 | 督 | 督 | 督 |  |  | 與 | 與 | 與 | 與 | 與 | 與 |  |  | 勝憲 | 勝憲 | 勝憲 | 勝憲 | 勝憲 | 勝憲 |  |  | 勝義 | 勝義 | 勝義 | 勝義 | 勝義 | 勝義 |  |  | 顯義 | 顯義 | 顯義 | 顯義 | 顯義 | 顯義 |  |  | 義維 | 義維 | 義維 | 義維 | 義維 | 義維 |  |  | 義繼 | 義繼 | 義繼 | 義繼 | 義繼 | 義繼 |  |  | 顯胤 | 顯胤 | 顯胤 | 顯胤 | 顯胤 | 顯胤 |  |  | 賴顯 | 賴顯 | 賴顯 | 賴顯 | 賴顯 | 賴顯 |  |  | 顯信 | 顯信 | 顯信 | 顯信 | 顯信 | 顯信 |  |  | 顯廣 | 顯廣 | 顯廣 | 顯廣 | 顯廣 | 顯廣 |  |  | 宗忠 | 宗忠 | 宗忠 | 宗忠 | 宗忠 | 宗忠 |
|  |  | 渡邊綱 | 渡邊綱 | 渡邊綱 | 渡邊綱 | 渡邊綱 | 渡邊綱 |  |  | 久 | 久 | 久 | 久 | 久 | 久 |  |  | 正 | 正 | 正 | 正 | 正 | 正 |  |  | 滿 | 滿 | 滿 | 滿 | 滿 | 滿 |  |  | 督 | 督 | 督 | 督 | 督 | 督 |  |  | 與 | 與 | 與 | 與 | 與 | 與 |  |  | 勝憲 | 勝憲 | 勝憲 | 勝憲 | 勝憲 | 勝憲 |  |  | 勝義 | 勝義 | 勝義 | 勝義 | 勝義 | 勝義 |  |  | 顯義 | 顯義 | 顯義 | 顯義 | 顯義 | 顯義 |  |  | 義維 | 義維 | 義維 | 義維 | 義維 | 義維 |  |  | 義繼 | 義繼 | 義繼 | 義繼 | 義繼 | 義繼 |  |  | 顯胤 | 顯胤 | 顯胤 | 顯胤 | 顯胤 | 顯胤 |  |  | 賴顯 | 賴顯 | 賴顯 | 賴顯 | 賴顯 | 賴顯 |  |  | 顯信 | 顯信 | 顯信 | 顯信 | 顯信 | 顯信 |  |  | 顯廣 | 顯廣 | 顯廣 | 顯廣 | 顯廣 | 顯廣 |  |  | 宗忠 | 宗忠 | 宗忠 | 宗忠 | 宗忠 | 宗忠 |

## 歷史人物
- 渡邊綱－平安時代傳說曾斬下茨木童子的手。

## 現代名人
- 渡邊淳一－出生於北海道上砂川町，日本作家
- 渡邊謙（1959年10月21日－）－新潟縣北魚沼郡小出町出身，日本男演員
- 渡邊久信（1965年8月2日－）－群馬縣桐生市出身，日本職棒西武獅的總教練
- 渡邊航（1971年3月9日－）－長崎縣出身，漫画家
- 渡邊俊介（1976年8月27日－）－千葉羅德海洋隊的職業棒球選手（投手）
- 渡邊大輔（1982年11月6日－）－日本男演員，目前主要以舞台劇演出為主
- 渡邊杏（1986年4月14日－）－東京都澀谷區出身，日本女性時裝模特兒與演員
- 渡邊直美（1987年10月23日－）－日本女性搞笑藝人
- 渡邊麻友（1994年3月26日－）－日本女性偶像、歌手、演員，為女子偶像團體AKB48 Team B的成員

## 引伸
- 渡邊夫人（羅馬字：Watanabefujin）／（ミセスワタナベ）－指以借貸利率低的日元，兌換成外幣後向海外高利資產投資的日本主婦。